# Lars Jung
Lars Jung (* 1952 in Dresden) ist ein deutscher Schauspieler.

## Leben
Lars Jung studierte von 1973 bis 1977 an der Theaterhochschule „Hans Otto“ in Leipzig. Von 1977 bis 2018 war er festes Ensemblemitglied des Staatsschauspiels Dresden. 1982 moderierte er offene kritische Diskussionen über die DDR zu Maxie Wander. Bekannt wurde er 1987 als Estragon in der ersten Inszenierung des Stücks Warten auf Godot von Samuel Beckett in der DDR.
Neben seiner Arbeit am Theater war Jung Darsteller in DEFA-Filmen und Fernsehproduktionen zu sehen und als Synchronsprecher aktiv. Er nimmt zudem Hörspiele auf und gibt Gastspiele mit musikalisch-literarischen Programmen im In- und Ausland.

## Rollen (Auswahl)
- 1987: Samuel Beckett – Warten auf Godot, Rolle: Estragon
- 2001–2019: Charles Dickens – A Christmas Carol – Ein Weihnachtslied, Rolle: Ebenezer Scrooge
- 2007: Hermann Hesse – Der Steppenwolf, Rolle: Harry Haller
- Anton Tschechow – Drei Schwestern, Rolle: Tusenbach
- Sophokles – Ödipus, Rolle: Ödipus
- August Strindberg – Fräulein Julie, Rolle: Jean
- Johann Wolfgang von Goethe – Clavigo, Rolle: Carlos

## Filmografie
- 1978: Sabine Wulff
- 1979: Addio, piccola mia
- 1979: Einfach Blumen aufs Dach
- 1982: Kein Mann für Zwei
- 1983: Frühstück im Bett
- 1985: Meine Frau Inge und meine Frau Schmidt
- 1985: Mein lieber Onkel Hans
- 1988: Die Weihnachtsgans Auguste
- 1991: Der Strass
- 1991: Als es noch Wassermänner gab (als Sprecher)
- 1992: Karl May (TV-Miniserie)
- 2012: Der Turm (TV-Zweiteiler)